# Lila (Hinduism)
Lila (sanscrită: लीला Līlā [ˈliːlɑː] - „joc, amuzament”) este un termen din hinduism care descrie un concept teologic. Lila denumește jocul divin, în care Divinitatea vede Creația drept joc și prin aceasta arată o radicală libertate și spontaneitate. Termenul provine din Brahmasutra (2.1.33). Mai târziu, nu numai creativitatea divină a fost privită drept Lila, dar de asemenea și alte manifestări, cum ar fi dansul cosmic al lui Shiva și sălbăticia lui Kali. În Vishnuism, jocul divin al lui Vishnu este transpus asupra avatarurilor sale, cum ar fi Rama și Krishna, care apar în lume, jocul urmând totuși Dharma. 
Bhagavata Purana descrie, de exemplu, că jocul fericit și intențiile și scopurile morale apar și în comportamentul răsfățat al lui Krishna.
În formele populare de teatru ras Lila și Ram Lila este prezentat jocul divin al lui Krishna și al lui Rama.
În religia hindusă există forme de meditație în care meditatorul se concentrează continuu pe jocul divin, nu numai pentru a apercepe Lila, dar de asemenea și pentru a se alătura discipolilor Zeității.
Lila este văzut în sens religios și ca joc comun al Divinității și al oamenilor, în care se revelează fericirea și grația divină, pentru un moment, sau până în eternitate.

## Literatură
- Denise Cush, Catherine Robinson, Michael York (Hrsg.): Encyclopedia of Hinduism. Routledge, London 2008